# Cameron (Arizona)
Cameron es un lugar designado por el censo ubicado en el condado de Coconino en el estado estadounidense de Arizona. En el Censo de 2010 tenía una población de 885 habitantes y una densidad poblacional de 18,23 personas por km².

## Geografía
Cameron se encuentra ubicado en las coordenadas 35°51′11″N 111°25′43″O / 35.85306, -111.42861. Según la Oficina del Censo de los Estados Unidos, Cameron tiene una superficie total de 48.54 km², de la cual 48.49 km² corresponden a tierra firme y (0.09%) 0.04 km² es agua.

## Demografía
Según el censo de 2010, había 885 personas residiendo en Cameron. La densidad de población era de 18,23 hab./km². De los 885 habitantes, Cameron estaba compuesto por el 2.49% blancos, el 0% eran afroamericanos, el 94.01% eran amerindios, el 0% eran asiáticos, el 0% eran isleños del Pacífico, el 0.79% eran de otras razas y el 2.71% pertenecían a dos o más razas. Del total de la población el 4.07% eran hispanos o latinos de cualquier raza.